# Allerastria
Allerastria là một chi bướm đêm thuộc họ Erebidae.

## Các loài
- Allerastria albiciliatus (Smith, 1903)
- Allerastria annae Brown, 1987